# Nella-Fjord
Der Nella-Fjord ist ein Fjord an der Ingrid-Christensen-Küste des ostantarktischen Prinzessin-Elisabeth-Lands. Am Ostufer der Prydz Bay spaltet er die Halbinsel Broknes in die Lied Promontory und die Fletcher Promontory auf.
Erste Luftaufnahmen entstanden bei der Lars-Christensen-Expedition 1936/37. Die Mannschaft einer von 1986 bis 1987 durchgeführten Kampagne der Australian National Antarctic Research Expeditions benannte sie nach dem Forschungsschiff MV Nella Dan, mit dem die Mannschaft nahe den Larsemann Hills angelandet war.